# Weedpatch
Weedpatch es un lugar designado por el censo del condado de Kern, California, Estados Unidos. Según el censo de 2020, tiene una población de 2206 habitantes.
En los Estados Unidos, un lugar designado por el censo (traducción literal de la frase en inglés census-designated place, CDP) es una concentración de población identificada por la Oficina del Censo exclusivamente para fines estadísticos.

## Geografía
Está ubicado en las coordenadas 35°14′9″N 118°54′34″O / 35.23583, -118.90944 (35.235892, -118.909561). Según la Oficina del Censo, tiene una superficie total de 9.22 km², de la cual 9.21 km² corresponden a tierra firme y 0.01 km² están cubiertos de agua.

## Demografía
Según el censo de 2000, en ese momento los ingresos medios de los hogares eran de $19,838 y los ingresos medios de las familias eran de $20,734. Los hombres tenían ingresos medios por $17,740 frente a los $19,500 que percibían las mujeres. Los ingresos per cápita eran de $7,655. Alrededor del 43.4% de la población estaba por debajo del umbral de pobreza.
De acuerdo con la estimación 2017-2021 de la Oficina del Censo, los ingresos medios de los hogares son de $19,467 y los ingresos medios de las familias eran de $25,658. Alrededor del 45.9% de la población está por debajo del umbral de pobreza.